# Ubacisi capensis
Genre
Espèce
Synonymes
- Isicabu capensis Griswold, 1987

Ubacisi capensis, unique représentant du genre Ubacisi, est une espèce d'araignées aranéomorphes de la famille des Cyatholipidae.

## Distribution
Cette espèce est endémique du Cap-Occidental en Afrique du Sud.

## Description
Le mâle holotype mesure 2,81 mm et la femelle paratype 2,90 mm.

## Étymologie
Son nom d'espèce, composé de cap et du suffixe latin -ensis, « qui vit dans, qui habite », lui a été donné en référence au lieu de sa découverte, la province du Cap.

## Publications originales
- Griswold, 1987 : A review of the southern African spiders of the family Cyatholipidae Simon, 1894 (Araneae: Araneomorphae). Annals of the Natal Museum, vol. 28, no 2, p. 499-542 (« texte intégral »(Archive.org • Wikiwix • Archive.is • Google • Que faire ?)).
- Griswold, 2001 : A monograph of the living world genera and Afrotropical species of cyatholipid spiders (Araneae, Orbiculariae, Araneoidea, Cyatholipidae). Memoirs of the California Academy of Sciences, vol. 26, p. 1-251 (texte intégral).